# Pseudocyclops rubrocinctus
Pseudocyclops rubrocinctus är en kräftdjursart som beskrevs av Bowman och González 1961. Pseudocyclops rubrocinctus ingår i släktet Pseudocyclops och familjen Pseudocyclopidae. Inga underarter finns listade i Catalogue of Life.